# Fritz Augstburger
Fritz Augstburger (* 1930 in Laupen; † 2. Juli 2005 in Bern) war ein Schweizer Politiker (Junges Bern).
Augstburger stammt aus einer Wirtefamilie und war Fürsprecher. Von 1973 bis zu seiner Abwahl 1980 war er Gemeinderat der Stadt Bern; er stand der Polizeidirektion vor.